# كاي رامشتاين
كاي رامشتاين (بالهولندية: Kaj Ramsteijn)‏ (17 يناير 1990 بزوترمير في هولندا - ) هو لاعب كرة قدم هولندي في مركزي قلب الدفاع والدفاع. شارك مع منتخب هولندا تحت 21 سنة لكرة القدم. أما مع النوادي، فقد لعب مع سبارتا روتردام وفاينورد وفي في في فينلو ونادي إكسلسيور ونادي ماريتيمو والمير سيتي.

## وصلات خارجية
- كاي رامشتاين على موقع قاعدة بيانات كرة القدم.إي يو (الإنجليزية)
- كاي رامشتاين على موقع Soccerbase.com (لاعب) (الإنجليزية)
- كاي رامشتاين على موقع Soccerway.com (الإنجليزية)
- كاي رامشتاين على موقع AS.com (الإسبانية)